# Savè

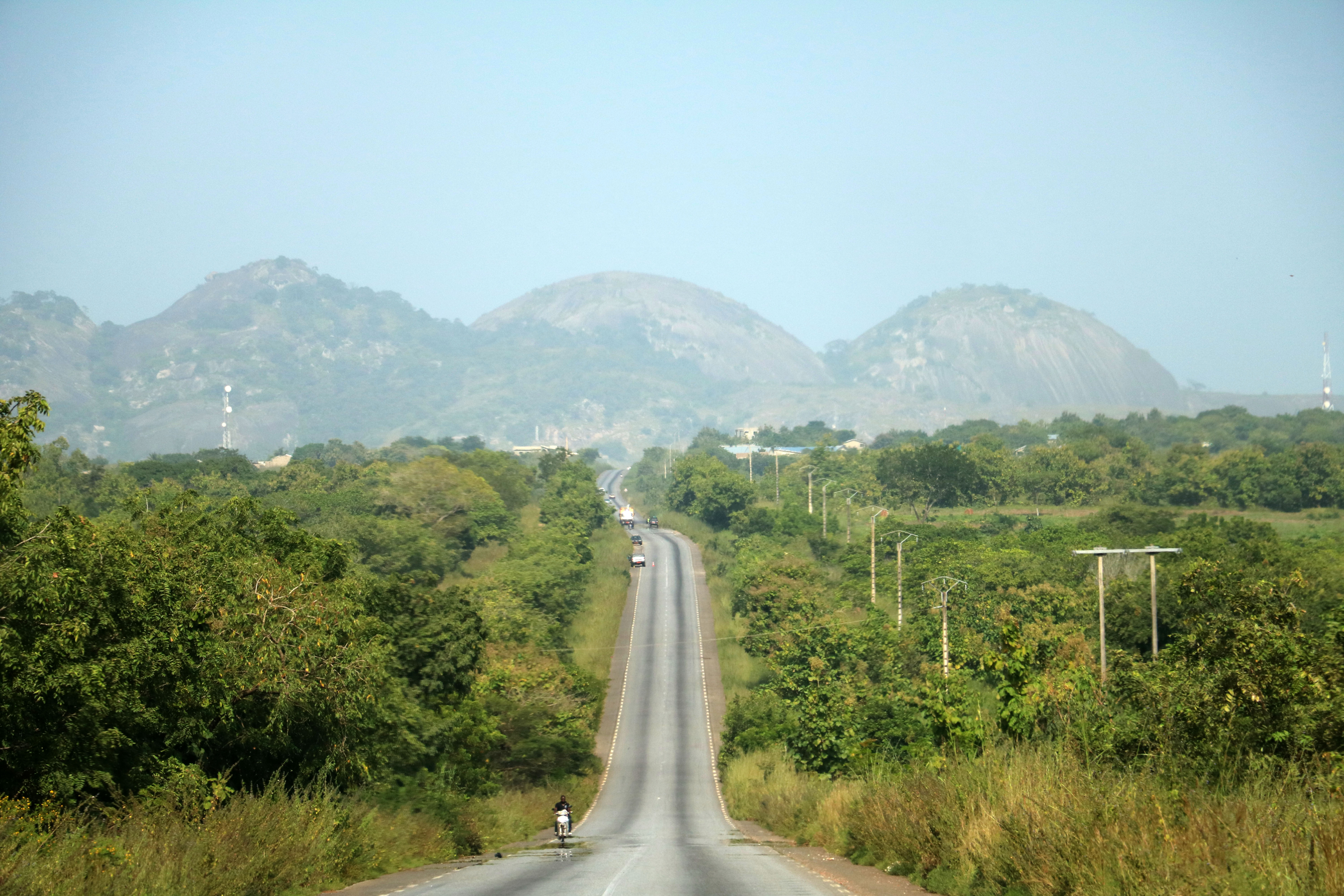
Savè

Savè è una città situata nel dipartimento delle Colline nello Stato del Benin, con 79 109 abitanti (stima 2006).